# Wang Shilin
Wang Shilin, född 13 oktober 1914, var en friidrottare från Kina. Han deltog vid olympiska sommarspelen 1936.